# Abel Lurkin
Abel Lurkin est un écrivain belge de langue française, né en 1891 à Vervoz (Clavier, province de Liège) et mort en 1963.
Il est le frère de Jean Lurkin, écrivain lui aussi. Ils sont inhumés à Clavier, à l'église Saint-Barthélemy.

## Œuvres
- Les Châtelains espagnols, J. Ferenczi et fils, 1925.
- Paysages de Belgique, Éditions de St Hubert, 1935.
- Vie du Chêne-Madame. Deux mille ans d'aventures humaines autour d'un arbre d'Ardenne., Éditions de Saint-Hubert, 1938.
- Nouvelles histoires de bêtes. Éditions Jean Vromans, 1937.
- La Ménagerie Rustique. Histoire de chien et d'autres bêtes subtiles, 1939.
- Histoires de Bêtes familières et sauvages, 1936.
- Nouvelles histoires  de Bêtes, 1937.
- Mœurs des condruses, 1942.